# Ekenäs Idrottsförening
L'Ekenäs Idrottsförening, nota anche come EIF, è la sezione calcistica dell'omonima polisportiva finlandese con sede nella città di Ekenäs. Milita nella Ykkösliiga, la seconda divisione del campionato finlandese. La squadra gioca le partite casalinghe al Tammisaaren Keskuskenttä.

## Storia
La sezione calcistica dell'Ekenäs Idrottsförening fu avviata nel 1907 e nel 1933 disputò la sua prima e unica stagione in Mestaruussarja. L'EIF concluse la stagione all'ottavo ed ultimo posto, perdendo tutte e 14 le partite disputate e retrocedendo in B-sarja. Dopo qualche presenza in seconda serie nella seconda parte degli anni quaranta, l'EIF disputò per anni i campionati delle serie inferiori. Negli anni novanta riuscì a stabilirsi in Kakkonen, la terza serie, con qualche presenza in Kolmonen, la quarta serie. Nel 2013 concluse il suo girone di Kakkonen al primo posto, ma non riuscì a vincere lo spareggio contro il Jazz per l'accesso in Ykkönen. Nel 2014 tornò a vincere il suo girone di Kakkonen, ma questa volta vinse lo spareggio contro l'Atlantis e fu promosso in Ykkönen, tornando in seconda serie dopo 54 anni.

## Palmarès

### Competizioni nazionali
- Ykkönen: 1

2023
- Kakkonen: 2

2013, 2014
- Kolmonen: 1

2011

### Altri piazzamenti
- Suomen Cup:

Semifinalista: 2017-2018
- Ykkönen:

Terzo posto: 2018
- Kakkonen:

Terzo posto: 2003

## Organico

### Rosa 2019
| N. |                      | Ruolo | Calciatore           |
| -- | -------------------- | ----- | -------------------- |
| 1  | Finlandia (bandiera) | P     | Mehdi El Moutacim    |
| 2  | Senegal (bandiera)   | D     | Seynabou Benga Samba |
| 5  | Finlandia (bandiera) | D     | Joachim Böckerman    |
| 6  | Finlandia (bandiera) | C     | Pasi Forsman         |
| 7  | Finlandia (bandiera) | C     | Daniel Rantanen      |
| 8  | Canada (bandiera)    | C     | Dominic Grondin      |
| 9  | Finlandia (bandiera) | A     | Antti Ulmanen        |
| 23 | Finlandia (bandiera) | A     | Akseli Ollila        |
| 11 | Finlandia (bandiera) | C     | Omar Jama            |
| 13 | Finlandia (bandiera) | D     | William Lindqvist    |
| 14 | Finlandia (bandiera) | C     | Simon Lindholm       |
| 15 | Finlandia (bandiera) | C     | August Björklund     |
| 16 | Finlandia (bandiera) | C     | Sami Kankaristo      |

| N. |                           | Ruolo | Calciatore         |
| -- | ------------------------- | ----- | ------------------ |
| 17 | Finlandia (bandiera)      | D     | Zacharias Ekström  |
| 18 | Giappone (bandiera)       | A     | Daisuke Uemura     |
| 19 | Finlandia (bandiera)      | D     | Matias Lahti       |
| 20 | Costa d'Avorio (bandiera) | C     | Marc Anderson      |
| 21 | Costa d'Avorio (bandiera) | C     | Donald Bende       |
| 22 | Haiti (bandiera)          | D     | Alexandre Fontaine |
| 23 | Finlandia (bandiera)      | C     | Jacob Gottberg     |
| 24 | Costa d'Avorio (bandiera) | D     | Joel Akpini        |
| 25 | Finlandia (bandiera)      | C     | Ville Sevon        |
| 27 | Finlandia (bandiera)      | D     | Severi Vielma      |
| 33 | Finlandia (bandiera)      | C     | Benjamin Tuovinen  |
| 46 | Finlandia (bandiera)      | P     | Felix Ferahyan     |
| 77 | Finlandia (bandiera)      | C     | Andreas Wahlstedt  |